# Лук крупнотычинковый
Лук крупнотычинковый (лат. Allium macrostemon) — многолетнее травянистое растение, вид рода Лук (Allium) семейства Луковые (Alliaceae).

## Распространение и экология
В природе ареал вида охватывает Дальний Восток России, Монголию, Японию, Корею и Китай.
Произрастает на лугах и пашнях.

## Ботаническое описание
Луковица почти шаровидная, диаметром 1—2 мм, наружные оболочки черноватые, бумагообразные, без заметных жилок. Стебель высотой 40—90 см, на четверть или на треть одетый гладкими влагалищами листьев.
Листья в числе трёх—четырёх, шириной 2—3 мм, не дудчатые, желобчатые, гладкие, значительно короче стебля.
Чехол остающийся, обычно в два раза короче зонтика, коротко заострённый. Зонтик с луковичками (иногда почти без цветов), реже без луковичек, полушаровидный или шаровидный, многоцветковый, густой. Цветоножки почти равные, в два—четыре раза длиннее околоцветника, при основании с многочисленными прицветниками. Листочки широко-колокольчатого, почти полушаровидного околоцветника, тёмно-розовые, с более тёмной жилкой, почти равные, продолговатые, или продолговато-ланцетные, островатые, длиной 4—5 мм. Нити тычинок на четаерть длиннее листочков околоцветника, при основании между собой и с околоцветником сросшиеся. Столбик выдается из околоцветника.

## Таксономия
Вид Лук крупнотычинковый входит в род Лук (Allium) семейства Луковые (Alliaceae) порядка Спаржецветные (Asparagales).
|  |                                      |  |                                                             |                                                             |                   |  | ещё 24 семейства (согласно Системе APG II) | ещё 24 семейства (согласно Системе APG II) |                          |  |  |  | ещё более 870 видов |
|  |                                      |  |                                                             |                                                             |                   |  | ещё 24 семейства (согласно Системе APG II) | ещё 24 семейства (согласно Системе APG II) |                          |  |  |  | ещё более 870 видов |
|  |                                      |  |                                                             | порядок Спаржецветные                                       |                   |  |                                            |                                            | род Лук                  |  |  |  |                     |
|  |                                      |  |                                                             | порядок Спаржецветные                                       |                   |  |                                            |                                            | род Лук                  |  |  |  |                     |
|  | отдел Цветковые, или Покрытосеменные |  |                                                             |                                                             | семейство Луковые |  |                                            |                                            | вид Лук крупнотычинковый |  |  |  |                     |
|  | отдел Цветковые, или Покрытосеменные |  |                                                             |                                                             | семейство Луковые |  |                                            |                                            |                          |  |  |  |                     |
|  |                                      |  | ещё 44 порядка цветковых растений (согласно Системе APG II) | ещё 44 порядка цветковых растений (согласно Системе APG II) |                   |  |                                            | ещё около 300 родов                        | ещё около 300 родов      |  |  |  |                     |
|  |                                      |  |                                                             | ещё 44 порядка цветковых растений (согласно Системе APG II) |                   |  |                                            |                                            | ещё около 300 родов      |  |  |  |                     |